# Jules Celma
Pour les articles homonymes, voir Celma.
Jules Celma, né en 1948 à Lavelanet (Ariège), est un instituteur, scénariste, réalisateur, acteur et écrivain français.

## Biographie
Entre octobre 1968 et juin 1969, Jules Celma, instituteur suppléant éventuel, effectue quatre remplacements d'une durée de quelques semaines à quelques mois dans diverses classes. Il laisse à ses élèves une liberté totale afin d'encourager leur épanouissement et leur expression non autocensurée.
En 1971, Jules Celma publie le résultat de cette expérience dans un livre, Journal d'un éducastreur (Éditions Champ libre). En 1972, Celma tourne le documentaire L'École est finie produit par le Groupe des Cinéastes Indépendants, avec la voix de Philippe Noiret.
En 1980, il est coscénariste : Claude Berri s'inspire du livre de Jules Celma pour écrire le scénario de son film Le Maître d'école interprété par Coluche.
En 2009, il publie son premier roman, El Indio, sur fond de Guerre civile espagnole (1936-1939).
En 2013, il a été filmé dans la série Cinématon de Gérard Courant. Il est le numéro 2758 de cette anthologie cinématographique.

## Publications
- Jules Celma, Journal d'un éducastreur. Entre octobre 1968 et juin 1969, un jeune instituteur donne la liberté à ses élèves. Qu'en font-ils ?, Éditions Champ libre, 1971.
- Jules Celma, El Indio, Nouvelles Éditions Loubatières, 2009.

## Filmographie
- L'École est finie produit par le Groupe des Cinéastes Indépendants, avec la voix de Philippe Noiret, 1972.